# Rosé (cantora)
Roseanne Park MBE (hangul: 로젠 박; rr: Rojen Bak; MR: Rochen Pak; Auckland, 11 de fevereiro de 1997), mais conhecida pelo seu nome artístico Rosé (hangul: 로제; rr: Roje; MR: Roje), é uma cantora e compositora sul-coreana e neozelandesa. Nascida na Nova Zelândia e criada na Austrália, Rosé assinou com a gravadora sul-coreana YG Entertainment após uma audição bem-sucedida em 2012 e treinou por quatro anos antes de estrear como integrante do girl group sul-coreano Blackpink em agosto de 2016.
Em março de 2021, Rosé lançou seu primeiro single álbum R, que vendeu 448.089 cópias na primeira semana, o maior número para uma solista coreana. Seu primeiro single "On the Ground" fez dela a primeira artista a chegar ao topo da Billboard Global 200 como solista e como parte de um grupo, a primeira solista feminina coreana a entrar na UK Singles Chart e a artista solo coreana com o videoclipe mais visto nas primeiras 24 horas no YouTube. Ela assinou com The Black Label e Atlantic Records em 2024 e lançou o sucesso número um da Billboard Global 200 "Apt.", com Bruno Mars, como o single principal de seu álbum de estúdio de estreia, Rosie (2024). A canção liderou o Circle Digital Chart da Coreia do Sul e se tornou a primeira música de uma solista coreana a alcançar o número um no ARIA Singles Chart e o top dez da Billboard Hot 100 dos EUA e do UK Singles Chart. 
Rosé obteve vários prêmios ao longo de sua carreira, incluindo dois Guinness World Records e um Mnet Asian Music Award. Ela é a terceira pessoa coreana mais seguida no Instagram e apareceu na lista de ícones vivos da Rolling Stone da Austrália e da Nova Zelândia. Rosé foi reconhecida por seu papel na moda como embaixadora global de Yves Saint Laurent e se tornou a primeira ídolo feminina coreana a participar do Met Gala em 2021.

## Vida e carreira

### 1997–2012: Juventude
Roseanne Park (hangul: 박채영; Park Chae-young) nasceu em 11 de fevereiro de 1997 em Auckland, Nova Zelândia, de pais imigrantes sul-coreanos. Ela tem uma irmã mais velha. Em 2004, aos sete anos, Rosé e sua família se mudaram para Melbourne, Austrália. Ela começou a cantar e aprendeu a tocar violão e piano quando criança e se apresentava em corais de igrejas. Ela frequentou a Kew East Primary School, e o Canterbury Girls' Secondary College, mas desistiu antes do 11º ano, após assinar com a gravadora sul-coreana YG Entertainment.

### 2012–2015: Pré-estreia
Em 2012, Rosé participou de um teste em Sydney, Austrália para YG Entertainment, cuja música da gravadora ela já gostava, por sugestão de seu pai. Ela terminou em primeiro lugar entre os 700 participantes. Ela inicialmente presumiu que a ideia de seu pai era uma piada devido à distância e dificuldade de se tornar uma cantora no exterior, e "ela não achava que havia muita chance de se tornar uma estrela do K-pop [ela mesma]". Dois meses depois, ela assinou contrato com a gravadora como estagiária e se mudou para Seul, Coreia do Sul.
No mesmo ano, Rosé teve a oportunidade de participar da canção "Without You" de seu colega de gravadora G-Dragon, de seu EP One of a Kind (2012). Seu nome não foi divulgado no momento do lançamento, com seu crédito revelado após seu anúncio como membro do Blackpink. A canção alcançou a décima posição na Gaon Music Chart da Coreia do Sul e o número 15 na Billboard Korea K-pop Hot 100.

### 2016–2022: Estreia com Blackpink eR
Rosé treinou na YG Entertainment por quatro anos antes de ser revelada como a última integrante do girl group Blackpink em 22 de junho de 2016. O grupo estreou em 8 de agosto de 2016 com o single álbum Square One, que contou com o single "Whistle", bem como o single "Boombayah". Em 2018, Blackpink assinou com a Interscope Records em uma parceria global com a YG Entertainment.
Rosé apareceu em vários programas de transmissão, como King of Mask Singer. Sua atuação vocal no programa foi recebida calorosamente pelo público, ao que Rosé comentou que "não sabia se o público gostaria [dela] cantando" e que se sentiu "feliz e aliviada" com o resultado positivo. Rosé posteriormente apareceu como intérprete na segunda temporada de Fantastic Duo. A equipe de produção do programa afirmou que sua aparição tinha como objetivo "revelar o apelo vocal de Rosé, que é diferente do Blackpink".

Em 1 de junho de 2020, foi anunciado que Rosé estrearia como artista solo após o lançamento do primeiro álbum completo em coreano do Blackpink. Em 30 de dezembro de 2020, em uma entrevista ao meio de comunicação sul-coreano Osen, sua gravadora revelou que as filmagens de seu videoclipe de estreia começariam em meados de janeiro de 2021. Em 26 de janeiro de 2021, um teaser promocional da estreia solo de Rosé foi lançado, revelando que uma prévia de sua estreia solo seria revelada através do concerto on-line de Blackpink, The Show, em 31 de janeiro de 2021.
O single álbum de estreia de Rosé, intitulado R, foi lançado em 12 de março de 2021. O álbum estabeleceu o recorde de vendas mais altas na primeira semana de uma solista coreana, com 448.089 cópias vendidas. Com 41,6 milhões de visualizações em 24 horas do videoclipe do single principal "On the Ground", ela quebrou o recorde de quase oito anos de "Gentleman" do ex-colega de gravadora Psy "para o videoclipe mais visto de um solista coreano em 24 horas. "On the Ground" também estreou e alcançou a posição número um no Global 200 e no Global Excl. U.S., a primeira canção de um artista solo coreano a fazê-lo. Essas conquistas levaram Rosé a receber dois Guinness World Records, por atingir o maior número de visualizações de videoclipes no YouTube em 24 horas por um artista solo de K-pop, além de ser o primeiro artista a alcançar o primeiro lugar na parada Global da Billboard como solista e como parte de um grupo.
"On the Ground" foi um sucesso comercial na Coreia do Sul, chegando ao quarto lugar na Gaon Digital Chart e ao terceiro lugar na Billboard K-pop Hot 100. Também alcançou a posição 70 na Billboard Hot 100, tornando-se a canção mais bem colocada por uma solista feminina de K-pop e a segunda mais bem colocada por uma solista de K-pop nos Estados Unidos. No Reino Unido, "On the Ground" se tornou a primeira canção de uma artista solo feminina de K-pop a entrar no UK Singles Chart, com uma estreia na posição 43. No Canadá, estreou na posição 35 na Billboard Canadian Hot 100 e se tornou a canção de maior sucesso de uma solista coreana no Canadá. Em 24 de março, Rosé recebeu sua primeira vitória em um programa musical como solista com seu single "On the Ground" no programa musical a cabo sul-coreano Show Champion e ganharia mais cinco.
Em 5 de abril, o videoclipe da canção "Gone" de Rosé foi lançado. A canção também teve um bom desempenho na Coreia do Sul, chegando ao sexto lugar na Gaon Digital Chart e ao quinto lugar na Billboard K-pop Hot 100. Globalmente, atingiu o pico de número 29 na Billboard Global 200 e número 17 na Billboard Global Excl. U.S..

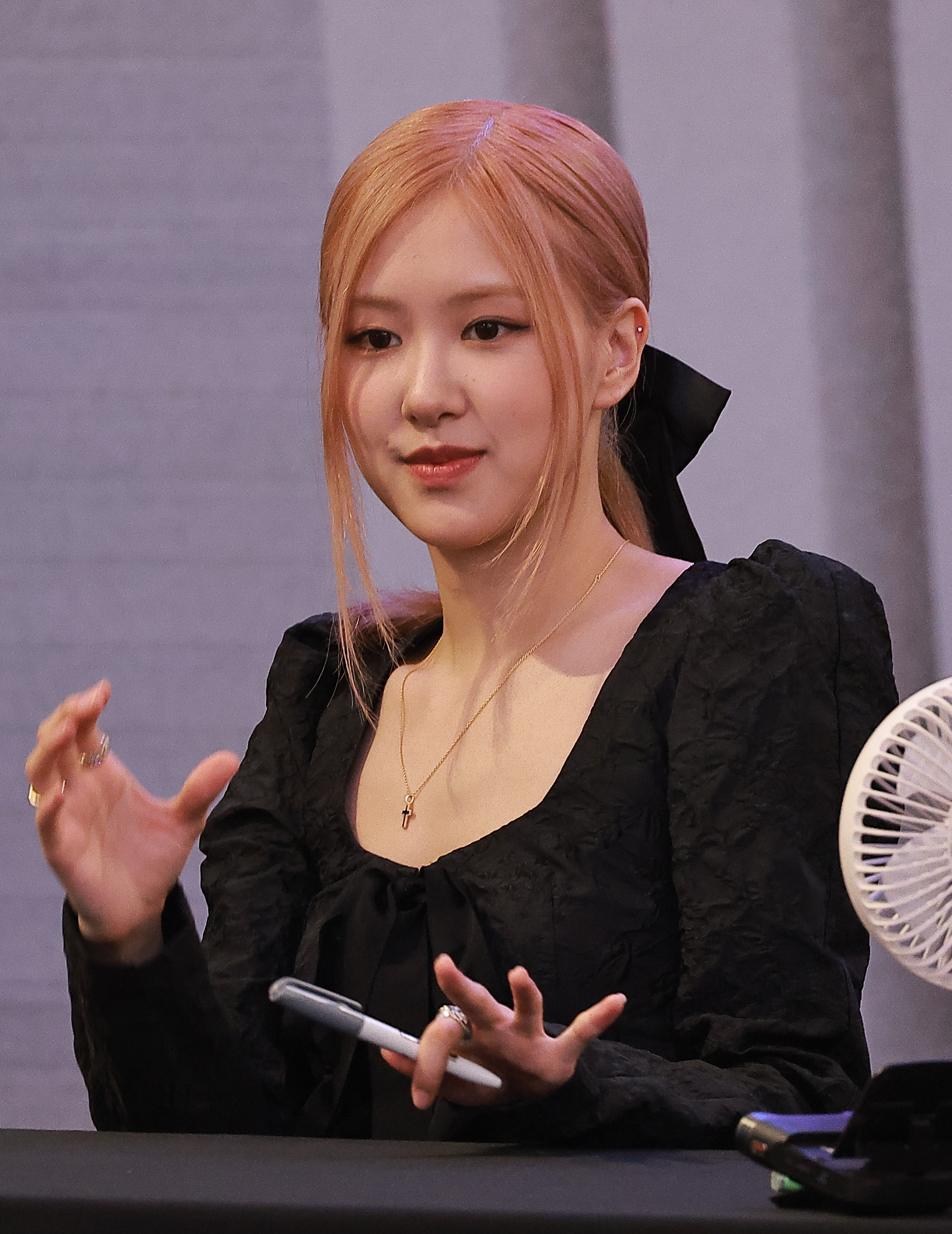
Rosé em um evento de autógrafos de fãs em 2022

"Hard to Love", um solo pop-disco cantado por Rosé, é apresentado como a quinta faixa do segundo álbum de estúdio do Blackpink Born Pink, lançado em 16 de setembro de 2022. Além disso, Rosé contribuiu com créditos de composição para "Yeah Yeah Yeah", a quarta faixa de Born Pink.

### 2023–presente: Atividades individuais eRosie
Em 5 de dezembro de 2023, a YG Entertainment anunciou que Rosé junto com as outras integrantes do Blackpink haviam renovado seus contratos para atividades em grupo e que os contratos individuais das integrantes ainda estavam em discussão. A YG Entertainment posteriormente confirmou em 29 de dezembro de 2023 que Rosé e as outras integrantes do Blackpink concordaram em não prosseguir com o contrato com a gravadora para atividades individuais.
Em comemoração ao seu 27º aniversário em 11 de fevereiro de 2024, Rosé provocou o próximo lançamento de uma nova canção solo e compartilhou um trecho de uma nova canção chamada "Vampirehollie". Em 4 de abril, ela lançou a canção "Final Love Song" como tema do reality show de sobrevivência I-land 2: N/a.
A The Black Label, uma empresa associada da YG Entertainment fundada pelo principal produtor do Blackpink, Teddy, revelou em 17 de junho que estava em negociações com Rosé sobre um contrato exclusivo; foi confirmado no dia seguinte que ela assinou um contrato de gestão com a gravadora. Mais tarde, em 26 de setembro, foi revelado que ela havia assinado um contrato solo com a Atlantic Records. Ela gravou um cover da música de 2008 do Coldplay "Viva la Vida" para o trailer e final da segunda temporada da série Pachinko da Apple TV+ em 2024.
Em 1º de outubro, Rosé anunciou que seu primeiro álbum de estúdio Rosie seria lançado em 6 de dezembro de 2024. Em 18 de outubro, ela lançou o single de pré-lançamento do álbum "Apt." em colaboração com o cantor e compositor americano Bruno Mars. A canção foi um enorme sucesso comercial em todo o mundo e se tornou o segundo single número um de Rosé nas paradas Billboard Global 200 e Global Excl. U.S.. Chegou ao topo das paradas em vários países, incluindo Nova Zelândia e Austrália, onde se tornou a primeira música de uma artista solo feminina de K-pop a alcançar o primeiro lugar na ARIA Singles Chart. A música alcançou a segunda posição na parada de singles do Reino Unido, marcando a primeira vez que uma solista feminina de K-pop alcançou o top dez. Nos Estados Unidos, estreou em oitavo lugar na Billboard Hot 100 dos EUA e eventualmente alcançou terceiro lugar na plataforma, tornando Rosé a primeira artista feminina de K-pop a entrar no top dez da história. Em 22 de novembro, Rosé lançou o segundo single de seu álbum, "Number One Girl". Foi anunciado em 25 de novembro que ela assinou um acordo global de administração de publicação com a Warner Chappell Music. O terceiro single de seu álbum "Toxic Till the End" foi lançado em 6 de dezembro junto com o álbum.

## Arte
A Vogue descreveu o tipo de voz de Rosé como um soprano “elétrico”. Desde sua estreia com o Blackpink, a voz de Rosé recebeu reconhecimento na indústria do K-pop por seu distinto timbre vocal e é apelidada de "a voz de ouro" entre os fãs. Após a apresentação de Rosé em um episódio de Fantastic Duo 2, a cantora sul-coreana Gummy, a quem Rosé citou como modelo musical, afirmou que "a voz [de Rosé] é tão única, é o [tipo de] voz jovem que as pessoas amam". Após sua estreia solo com R, a crítica Kim Yoon-ha elogia seu tom memorável e rouco que efetivamente transmite tristeza, alinhando-se bem com os temas da YG Entertainment. Ela notou que o estilo vocal delicado, porém poderoso, de Rosé transforma letras superficiais em algo profundo, aprimorando sua presença dinâmica no Blackpink e em seu trabalho solo.
Em uma entrevista de rádio, Rosé citou o colega de gravadora Taeyang do Big Bang como um modelo em sua carreira musical. Ela também nomeou a cantora americana Tori Kelly como inspiração para seu estilo musical.

## Outros empreendimentos

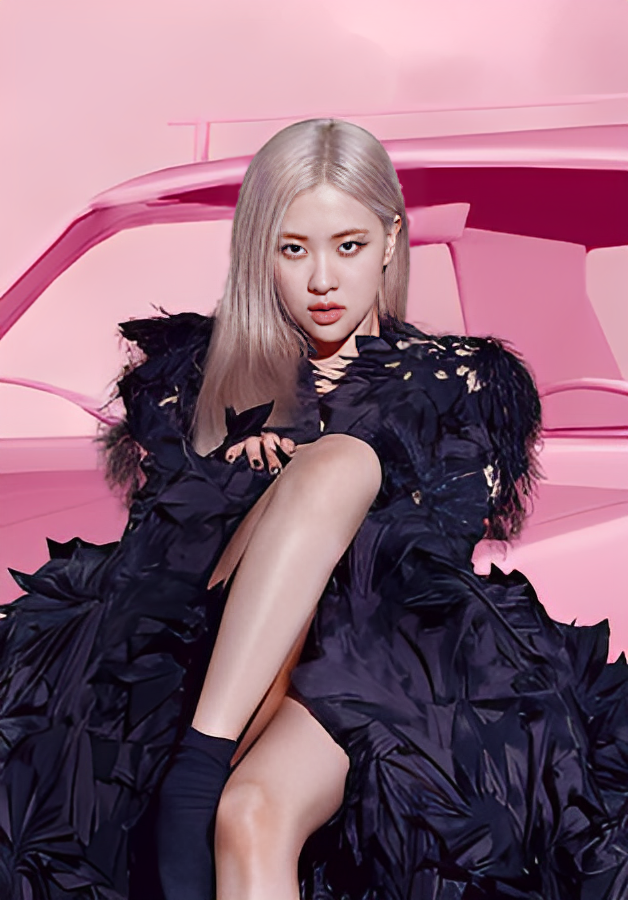
Rosé em um anúncio do PUBG Mobile

### Moda e endossos
Em 2018, Rosé e sua colega do Blackpink Jisoo foram selecionadas como modelos de endosso da marca coreana de cosméticos Kiss Me. Em outubro de 2019, Rosé foi revelada como modelo promocional do MMORPG Perfect World Mobile da Perfect World Entertainment. Em agosto de 2021, Rosé tornou-se modelo da marca casual unissex coreana 5252 BY OIOI e da marca contemporânea OIOICOLLECTION. Em dezembro de 2021, ela anunciou sua colaboração com o aplicativo de mediação e sono Calm, apresentando sua própria história para dormir intitulada "Grounded With Rosé". Em fevereiro de 2022, ao lado do ator Yeo Jin-goo, Rosé foi selecionada como uma das modelos da loja coreana Homeplus para as promoções de 25 anos da marca. Em agosto de 2022, Rosé se tornou embaixadora global da marca de cuidados com a pele Sulwhasoo e estrelou sua campanha #SulwhasooRebloom.
Em julho de 2020, Rosé foi nomeada embaixadora global da Yves Saint Laurent pelo diretor criativo Anthony Vaccarello, seu primeiro embaixador global em 59 anos. Ela foi o rosto global da campanha outono 2020 da Saint Laurent. Em janeiro de 2021, Rosé se tornou a musa da marca de cosméticos de luxo Yves Saint Laurent Beauté. Em setembro de 2021, Rosé participou do Met Gala, um evento de arrecadação de fundos realizado anualmente no Instituto Metropolitano de Trajes do Museu de Arte em Nova Iorque, como convidada de Vaccarello. Como resultado, ela, ao lado da rapper CL, se tornaram as primeiras ídolos femininas de K-pop a participar do evento.
Em abril de 2021, Rosé se tornou embaixadora global da Tiffany & Co e estrelou sua campanha digital 2021 da Tiffany HardWear. Ela afirmou: "Sempre adorei usar joias Tiffany. Fazer parte de uma marca icônica que faz parte da minha vida há muito tempo torna tudo muito mais especial para mim. Estou muito honrada e animada por fazer parte da Campanha HardWear e mal posso esperar para que todos vejam." Em março de 2022, Rosé se tornou o rosto da campanha 2022 da Tiffany HardWear. Ela foi fotografada por Mario Sorrenti usando um novo colar, pulseira e peças cheias de pavé de diamantes. Em 2023, ela fez sua estreia no Festival de Cinema de Cannes.
Em setembro de 2023, Rosé, ao lado do jogador de futebol Kylian Mbappé e do piloto de Fórmula 1 Lewis Hamilton, estrelou a campanha de 125º aniversário da Rimowa, "Never Still 4", como sua mais recente embaixadora global. Em abril de 2024, ela apareceu em editorial da Dazed Korea para lançar a coleção Essential da Rimowa, composta por acessórios de viagem em suas mais novas cores "Papaya" e "Mint".
Em junho de 2024, Rosé foi anunciada como embaixadora global da Puma, apoiando seu programa "Redesign the Classics", que celebra a herança clássica da marca esportiva ao assumir uma nova geração.

### Filantropia
Durante a temporada de incêndios florestais na Austrália de 2019–2020, Rosé postou no Instagram pedindo aos fãs que apoiassem os esforços de socorro, fornecendo links para organizações que aceitaram doações e explicando: "Podemos fazer a diferença se todos nos unirmos. Por favor, ajude a salvar meu país natal". Para a cúpula da Cooperação Econômica Ásia-Pacífico (APEC) de 2023, Rosé falou em um evento de conscientização sobre saúde mental em Cupertino organizado pela Primeira-dama dos Estados Unidos Jill Biden. Em seu discurso, a cantora se abriu sobre suas lutas emocionais e os desafios que acompanham a fama, e defendeu a priorização da saúde mental tanto quanto a manutenção do bem-estar físico.
Rosé foi nomeada Membro da Ordem do Império Britânico (MBE) nas Honras de Ano Novo 2024 pelos serviços prestados à Presidência da COP 26 do Reino Unido e defesa da Conferência das Partes sobre Mudanças Climáticas das Nações Unidas (datadas de 7 de novembro de 2023). Em 22 de novembro de 2023, ela foi investida nesta Ordem pelo Rei Carlos III, ao lado das outras integrantes do Blackpink durante uma investidura especial no Palácio de Buckingham, que também contou com a presença do Presidente da Coreia do Sul Yoon Suk-yeol. A Ordem que suas companheiras de grupo receberam é apenas honorária, mas a de Rosé é substantiva, pois ela tem dupla cidadania na Nova Zelândia e, portanto, também é cidadã de um reino da Commonwealth.

## Impacto

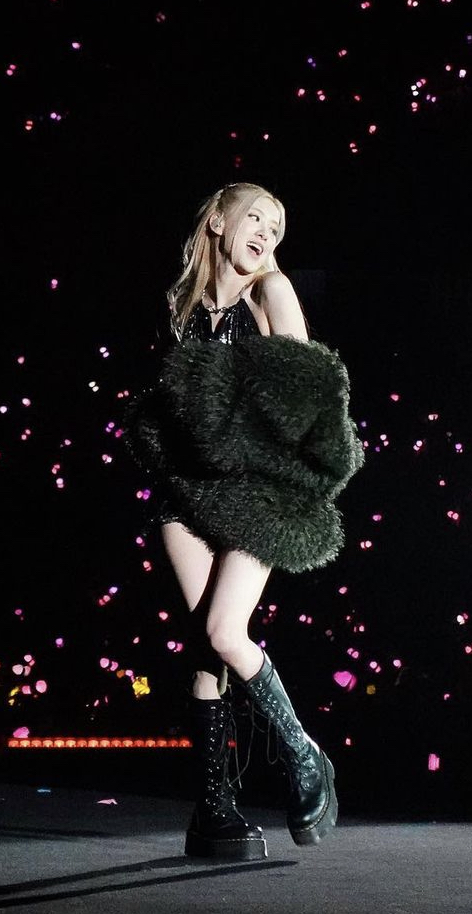
Rosé se apresentando em turnê em Los Angeles em 2022

Rosé é o terceira pessoa coreana mais seguido e o quarto ídolo do K-pop mais seguido no Instagram, atrás das companheiros de grupo Lisa, Jennie e Jisoo, com mais de 74,7 milhões de seguidores na plataforma. Em abril de 2021, Rosé está entre os 10 indivíduos coreanos mais seguidos no Instagram, com mais de 60 milhões de seguidores. Desde 2018, ela apareceu na lista de reputação de marcas de celebridades femininas do Korean Business Research Institute, um gráfico que rastreia as celebridades coreanas com o maior número de buscas e engajamentos online, e anteriormente alcançou o top 10. Rosé foi descrita como a "rainha" entre todos os artistas mais influentes pelo The Times em um artigo de revista sobre a Onda Coreana na música, moda e televisão publicado em outubro de 2021, observando que ela "começou como parte do girl group Blackpink e agora é uma influenciadora de moda por direito próprio, possuindo um apelo universal que abrange todos os continentes." A Vogue elogiou seu senso de moda, afirmando que "cada uma das belezas da banda tem sua opinião sobre moda, mas mesmo ao lado de suas colegas bem vestidas, Rosé se destaca". Rosé foi creditada como o motivo da vitrine da coleção feminina verão 21 de Yves Saint Laurent obter 27,3 milhões de visualizações no YouTube 27,3 milhões de visualizações no YouTube, 11 milhões de visualizações no Instagram e Facebook e 30,6 milhões de visualizações no Weibo em um dia. O vídeo da coleção Primavera/Verão 2021 da Saint Laurent atingiu 100 milhões de visualizações depois que Rosé apareceu no vídeo. Rosé gerou um valor de mídia de US$6,6 milhões com uma postagem dela usando um vestido preto Saint Laurent, o maior valor de mídia de qualquer endossante.
O impacto de Rosé se estende a outros artistas da indústria musical também. Em 10 de fevereiro de 2023, ela lançou um cover de "Until I Found You" de Stephen Sanchez em homenagem ao seu aniversário. O cover alcançou a posição número um na parada Hot Trending Songs da Billboard, e a versão original subiu simultaneamente 8% nas transmissões dos EUA durante a mesma semana. Em dezembro de 2023, Rolling Stone AU/NZ nomeou Rosé em sua "Icons Issue" como um dos 50 ícones vivos da Austrália e Aotearoa que quebraram fronteiras e abriram portas para outros. Para ser considerada um ícone, a revista considerou fatores como talento, carisma, influência duradoura e um "espírito Antípode inconfundível". Em particular, eles reconheceram o impacto de Rosé na cena musical, descrevendo-a como "uma artista que representa o sucesso da passagem do K-Pop para a música ocidental". Rosé também foi reconhecida pelos seus esforços de defesa de direitos; a Primeira Dama dos Estados Unidos Jill Biden elogiou Rosé como "uma superestrela global que está usando sua plataforma como uma força para o bem no mundo". Ela acrescentou: “Ela também é uma defensora declarada da saúde mental e compartilhou muito sua história na esperança de ajudar outras pessoas”.

## Discografia
- Rosie (2024)

## Filmografia

### Televisão
| Ano  | Título                          | Papel                         | Notas             | Ref.    |
| ---- | ------------------------------- | ----------------------------- | ----------------- | ------- |
| 2017 | King of Mask Singer (복면가왕)  | Concorrente (Circus Girl)     | Episódios 103–104 | [ 100 ] |
| 2017 | Fantastic Duo 2 (판타스틱 듀오) | Concorrente (Australia 400:1) | Episódios 19–20   | [ 18 ]  |
| 2021 | Sea of Hope                     | Membro do elenco              | Episódios 1, 3–6  | [ 101 ] |

### Aparições em videoclipes
| Ano  | Título            | Artista                | Diretor                   | Duração | Ref.    |
| ---- | ----------------- | ---------------------- | ------------------------- | ------- | ------- |
| 2025 | "Fat Juicy & Wet" | Sexyy Red e Bruno Mars | Daniel Ramos e Bruno Mars | 2:25    | [ 102 ] |

## Prêmios e indicações
| Cerimônia                              | Ano  | Categoria                                    | Recipiente(s)     | Resultado | Ref.            |
| -------------------------------------- | ---- | -------------------------------------------- | ----------------- | --------- | --------------- |
| Asia Artist Awards                     | 2023 | Prêmio de Popularidade – Cantora             | Rosé              | Indicado  | [ 103 ]         |
| Asia Artist Awards                     | 2024 | Prêmio de Popularidade – Cantora             | Rosé              | Indicado  | [ 104 ]         |
| Asian Pop Music Awards                 | 2021 | Melhor Vídeo Musical (Exterior)              | "On the Ground"   | Venceu    | [ 105 ]         |
| Asian Pop Music Awards                 | 2021 | As 20 Melhores Canções do Ano (Exterior)     | "On the Ground"   | Venceu    | [ 105 ]         |
| Asian Pop Music Awards                 | 2021 | Os 20 Melhores Álbuns do Ano (Exterior)      | R                 | Venceu    | [ 105 ]         |
| Asian Pop Music Awards                 | 2021 | Prêmio People's Choice (Exterior)            | R                 | 2º lugar  | [ 105 ]         |
| Asian Pop Music Awards                 | 2021 | Melhor Artista Feminino (Exterior)           | Rosé              | Indicado  | [ 106 ]         |
| Asian Pop Music Awards                 | 2021 | Gravação do Ano (exterior)                   | "On the Ground"   | Indicado  | [ 106 ]         |
| Brand of the Year Awards               | 2021 | Melhor Artista Solo Feminino                 | Rosé              | Indicado  | [ 108 ]         |
| Circle Chart Music Awards              | 2022 | Artista do Ano – Canção Digital (Março)      | "On the Ground"   | Indicado  | [ 109 ]         |
| Circle Chart Music Awards              | 2022 | Artista do Ano – Álbum Físico (2º Trimestre) | R                 | Indicado  | [ 110 ]         |
| Circle Chart Music Awards              | 2022 | Prêmio Mubeat Global Choice – Feminino       | Rosé              | Indicado  | [ 111 ]         |
| Golden Disc Awards                     | 2022 | Melhor Canção Digital (Bonsang)              | "On the Ground"   | Indicado  | [ 112 ]         |
| Golden Disc Awards                     | 2022 | Artista Mais Popular                         | Rosé              | Indicado  | [ 113 ]         |
| Hanteo Music Awards                    | 2021 | Prêmio Artista – Solo Feminino               | Rosé              | Venceu    | [ 114 ]         |
| Joox Thailand Music Awards             | 2022 | Canção Coreana do Ano                        | "On the Ground"   | Indicado  | [ 115 ]         |
| Korea First Brand Awards               | 2022 | Melhor Cantora Solo                          | Rosé              | Indicado  | [ 117 ]         |
| Korea First Brand Awards               | 2024 | Melhor Cantora Solo (Vietnã)                 | Rosé              | Venceu    | [ 118 ]         |
| Korea First Brand Awards               | 2025 | Melhor Cantora Solo                          | Rosé              | Pendente  | [ 119 ]         |
| MAMA Awards                            | 2021 | Melhor Performance Solo de Dance             | "On the Ground"   | Venceu    | [ 120 ]         |
| MAMA Awards                            | 2021 | Artista do Ano                               | Rosé              | Indicado  | [ 121 ]         |
| MAMA Awards                            | 2021 | Melhor Artista Feminino                      | Rosé              | Indicado  | [ 122 ]         |
| MAMA Awards                            | 2021 | Canção do Ano                                | "On the Ground"   | Indicado  | [ 121 ]         |
| MAMA Awards                            | 2021 | Momento Favorito do TikTok                   | Rosé              | Indicado  | [ 123 ]         |
| MAMA Awards                            | 2021 | Worldwide Fans' Choice Top 10                | Rosé              | Indicado  | [ 121 ]         |
| MAMA Awards                            | 2024 | Sensação Global                              | Rosé e Bruno Mars | Venceu    | [ 124 ]         |
| Melon Music Awards                     | 2021 | Melhor Solo Feminino                         | Rosé              | Indicado  | [ 125 ]         |
| Melon Music Awards                     | 2021 | Prêmio de Popularidade Internauta            | Rosé              | Indicado  | [ 125 ]         |
| Melon Music Awards                     | 2021 | Canção do Ano                                | "On the Ground"   | Indicado  | [ 125 ]         |
| Melon Music Awards                     | 2021 | Top 10 Artistas                              | Rosé              | Indicado  | [ 125 ]         |
| MTV Europe Music Awards                | 2021 | Melhor K-Pop                                 | Rosé              | Indicado  | [ 126 ]         |
| MTV MIAW Awards                        | 2021 | Domínio K-Pop                                | Rosé              | Indicado  | [ 127 ]         |
| Nickelodeon Mexico Kids' Choice Awards | 2021 | Bomba K-Pop                                  | Rosé              | Indicado  | [ 128 ]         |
| RTHK International Pop Poll Awards     | 2022 | Dez Melhores Músicas Internacionais de Ouro  | "On the Ground"   | Venceu    | [ 129 ]         |
| RTHK International Pop Poll Awards     | 2022 | Melhores Cantoras                            | Rosé              | Indicado  | [ 130 ]         |
| Seoul Music Awards                     | 2022 | Prêmio Principal (Bonsang)                   | R                 | Indicado  | [ 131 ]         |
| Seoul Music Awards                     | 2022 | Prêmio Onda Coreana                          | Rosé              | Indicado  | [ 131 ]         |
| Seoul Music Awards                     | 2022 | Prêmio de Popularidade                       | Rosé              | Indicado  | [ 131 ]         |
| The Fact Music Awards                  | 2021 | Fan N Star Choice Individual                 | Rosé              | Indicado  | [ 132 ]         |
| Weibo Starlight Awards                 | 2021 | Starlight Hall of Fame (Coreia)              | Rosé              | Venceu    | [ 133 ] [ 134 ] |

### Honras estaduais
| País        | Ano  | Honra                                           | Ref.   |
| ----------- | ---- | ----------------------------------------------- | ------ |
| Reino Unido | 2023 | Excelentíssima Ordem do Império Britânico (MBE) | [ 87 ] |

### Listas
| Publicado           | Ano  | Lista                                                 | Colocação | Ref.    |
| ------------------- | ---- | ----------------------------------------------------- | --------- | ------- |
| Rolling Stone AU/NZ | 2023 | 50 ícones: Austrália e Aotearoa                       | Colocado  | [ 98 ]  |
| Variety             | 2022 | Relatório de impacto do poder dos jovens de Hollywood | Colocado  | [ 135 ] |

### Recordes mundiais
| † | Indica um recorde mundial anteriormente detido |

| Publicação             | Ano  | Recorde mundial | Detentor do recorde | Ref.   |
| ---------------------- | ---- | --- | ------------------- | ------ |
| Guinness World Records | 2021 | Primeira artista a alcançar o topo de uma parada global da Billboard como uma artista solo e como parte de um grupo | "On the Ground"     | [ 28 ] |
| Guinness World Records | 2021 | † Vídeoclipe de um artista solo de K-pop mais visto nas primeiras 24 horas no YouTube                               | "On the Ground"     | [ 28 ] |